# Garra imberbis
Garra imberbis är en fiskart som först beskrevs av Vinciguerra, 1890.  Garra imberbis ingår i släktet Garra och familjen karpfiskar. IUCN kategoriserar arten globalt som otillräckligt studerad. Inga underarter finns listade i Catalogue of Life.